# Église Saint-Paul de Munich
Pour les articles homonymes, voir Église Saint-Paul.
L'église Saint-Paul de Munich (en allemand : St Paul ou Paulskirche) est une grande église catholique située dans le quartier Ludwigsvorstadt-Isarvorstadt de Munich, en Bavière. Elle a été construite entre 1892 et 1906, et conçue par l'architecte autrichien Georg von Hauberrisser (de) en style néogothique, au nord de la Theresienwiese.

## Architecture
La construction consiste principalement en calcaire d'Ansbach pour le revêtement extérieur. Le tuf de Haute-Bavière a été utilisé pour l'intérieur et le noyau de la maçonnerie est constitué de briques. La hauteur de la tour principale est de 97 mètres. Son modèle était la tour de la cathédrale de Francfort. Les deux tours occidentales mesurent 76 mètres de haut. La façade ouest est ornée d'une grande rosace au-dessus de l'entrée principale

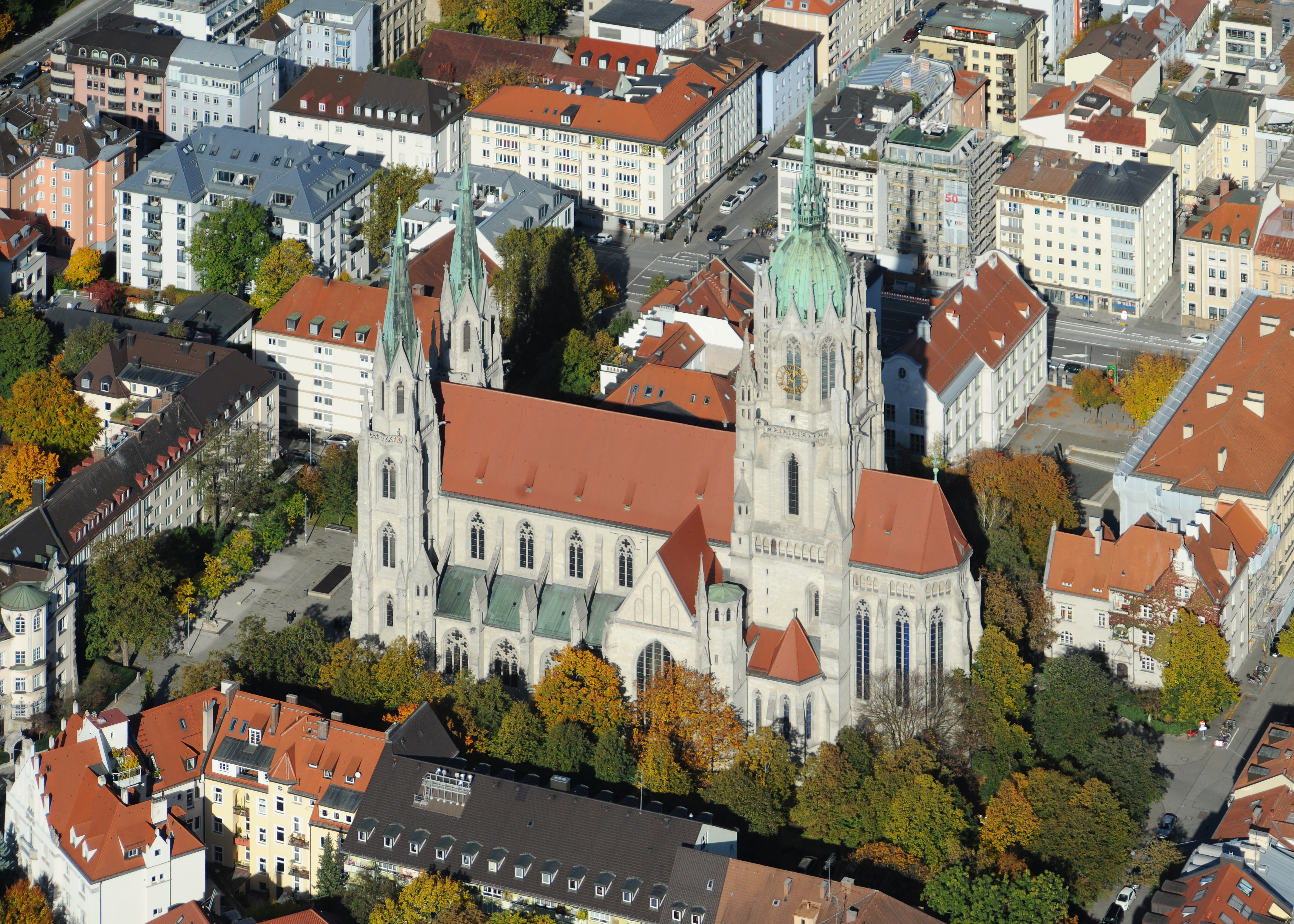
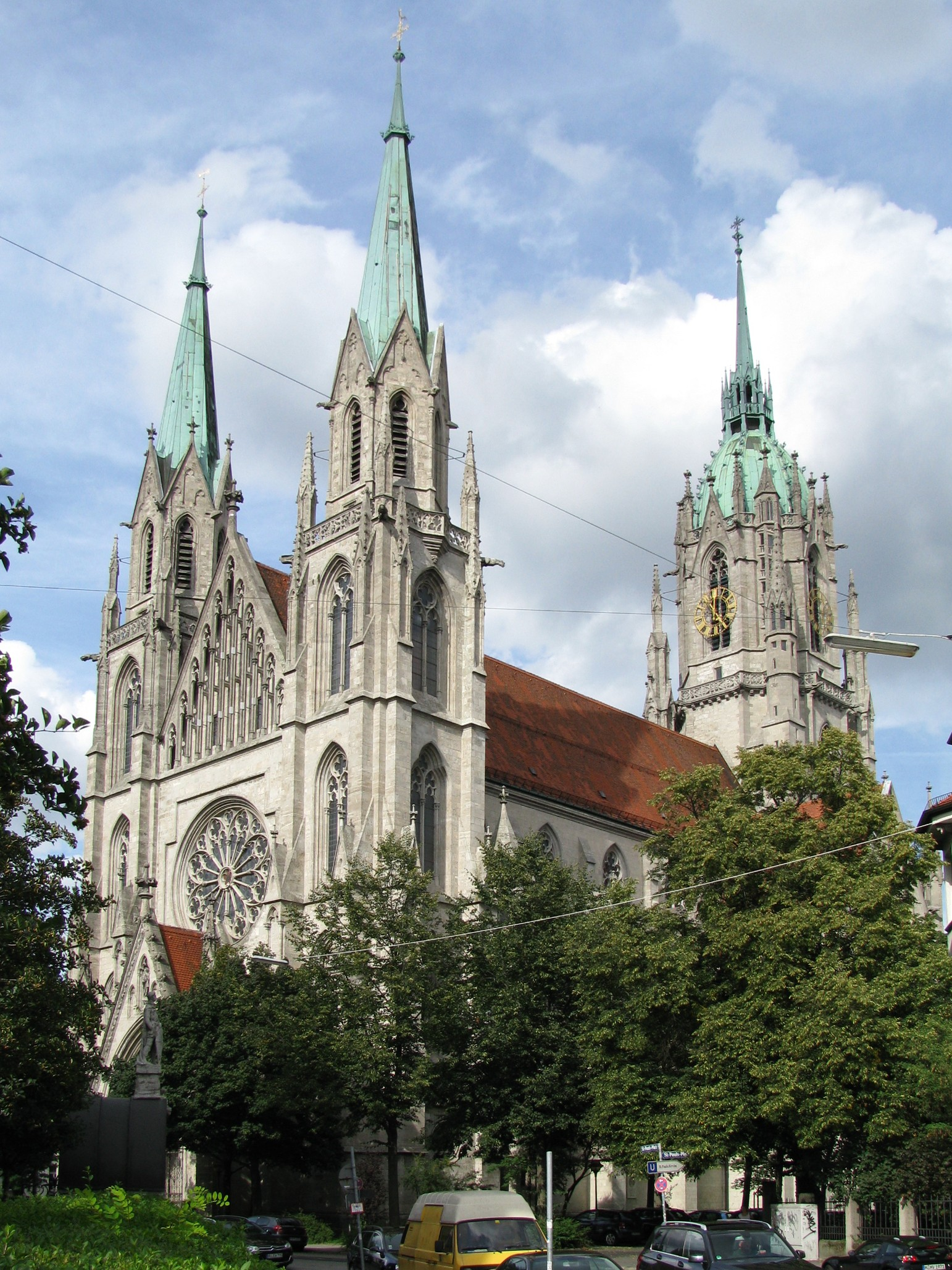
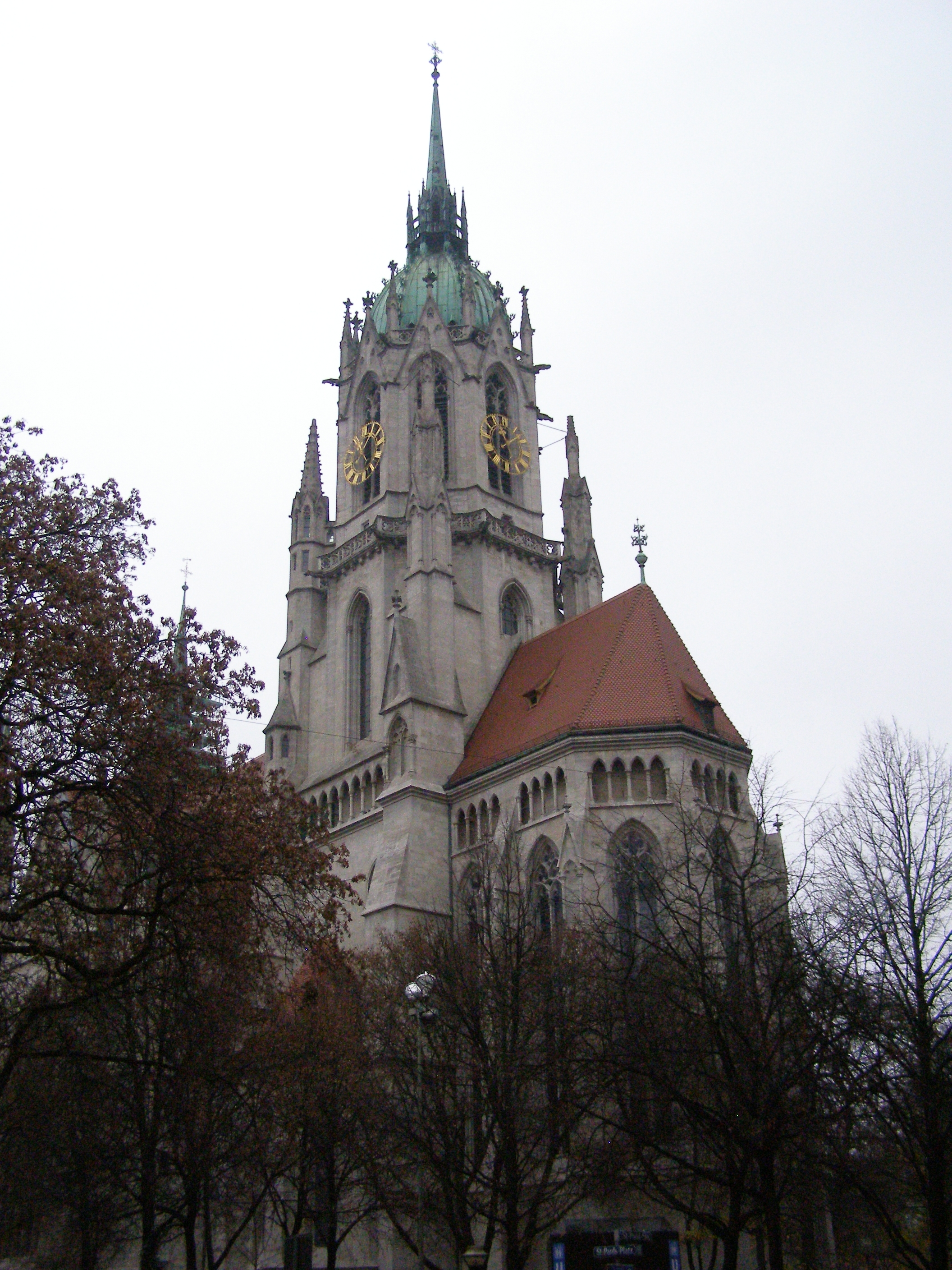

.

## Histoire
Au cours de la Seconde Guerre mondiale, Saint-Paul fut gravement endommagé par des raids aériens, en particulier en décembre 1944 ; de grandes pièces d'équipement furent perdues, y compris l'autel principal.
Le 17 décembre 1960, un avion militaire Samaritain Convair C-131D s'écrase après avoir percuté le haut clocher de l'église Saint-Paul, peu après son décollage de l'aéroport de Munich-Riem.